# 23258 Tsuihark
23258 Tsuihark è un asteroide della fascia principale. Scoperto nel 2000, presenta un'orbita caratterizzata da un semiasse maggiore pari a 2,3181603 UA e da un'eccentricità di 0,1692710, inclinata di 6,85116° rispetto all'eclittica.